# Формула-1 — Гран-прі Італії 1966
Гран-прі Італії 1966 року — сьомий етап чемпіонату світу 1966 року з автоперегонів у класі Формула-1, що відбувся 4 вересня на трасі Монца.

## Перегони
|      | Пілот               | Команда         | Кіл | Час               | Старт | Очок |
| ---- | ------------------- | --------------- | --- | ----------------- | ----- | ---- |
| 1    | Людовіко Скарфіотті | Феррарі         | 68  | 1:47:14.8         | 2     | 9    |
| 2    | Майк Паркс          | Феррарі         | 68  | + 5.8             | 1     | 6    |
| 3    | Денні Хальм         | Бребгем-Репко   | 68  | + 6.1             | 10    | 4    |
| 4    | Йохен Ріндт         | Купер-Мазераті  | 67  | +1 коло           | 8     | 3    |
| 5    | Майк Спенс          | Лотус-БРМ       | 67  | +1 коло           | 14    | 2    |
| 6    | Боб Андерсон        | Бребгем-Клімакс | 66  | +2 кола           | 15    | 1    |
| 7    | Боб Бондюран        | БРМ             | 65  | +3 кола           | 18    |      |
| 8    | Пітер Арунделл      | Лотус-БРМ       | 63  | двигун            | 13    |      |
| 9    | Джекі               | Лотус-Клімакс   | 63  | +5 кіл            | 20    |      |
| НКЛ  | Джанкарло Багетті   | Феррарі         | 59  | не класифікований | 16    |      |
| Схід | Джим Кларк          | БРМ             | 58  | коробка передач   | 3     |      |
| Схід | Йо Зіфферт          | Купер-Мазераті  | 46  | двигун            | 17    |      |
| Схід | Лоренцо Бандіні     | Феррарі         | 33  | запалення         | 5     |      |
| Схід | Джон Сертіс         | Купер-Мазераті  | 31  | вилив палива      | 4     |      |
| Схід | Річі Гінтер         | Хонда           | 16  | аварія            | 7     |      |
| Схід | Джек Бребгем        | Бребгем-Репко   | 7   | вилив палива      | 6     |      |
| Схід | Ден Герні           | Іґл-Веслейк     | 7   | двигун            | 19    |      |
| Схід | Джекі Стюарт        | БРМ             | 5   | вилив палива      | 9     |      |
| Схід | Йо Бонньє           | Купер-Мазераті  | 3   | дросель           | 12    |      |
| НС   | Ґрем Хілл           | БРМ             | 0   | двигун            | 11    |      |
| НКВ  | Філ Хілл            | Іґл-Клімакс     |     |                   |       |      |
| НКВ  | Кріс Еймон          | Бребгем-БРМ     |     |                   |       |      |